# Torrijos (kommunhuvudort i Spanien, Kastilien-La Mancha, Province of Toledo, lat 39,98, long -4,28)
Torrijos är en kommunhuvudort i Spanien.   Den ligger i provinsen Toledo och regionen Kastilien-La Mancha, i den centrala delen av landet, 70 km sydväst om huvudstaden Madrid. Torrijos ligger 531 meter över havet och antalet invånare är 13 117.
Terrängen runt Torrijos är platt. Runt Torrijos är det ganska glesbefolkat, med 39 invånare per kvadratkilometer. Torrijos är det största samhället i trakten. Trakten runt Torrijos består till största delen av jordbruksmark.